# هوتو
هوتو (بالإنجليزية: Hutu)‏ هي مجموعة عرقية بانتوية من منطقة البحيرات العظمى الأفريقية، توجد بشكل كبير في رواندا وبوروندي والأجزاء الشرقية من جمهورية الكونغو الديمقراطية. يُشكّل الهوتو قرابة ٨٥٪؜ من سكان رواندا وبوروندي.
تم تفضيل الأقليّة من عِرق التوتسي الغنيّة نسبيّاً (مُلّاك البقر) من قِبَل الاستعمار الألماني أولاً والبلجيكي لاحقاً لرواندا وبوروندي على الأغلبية من عِرق الهوتو، حيث تم تسليمهم إدارة السلطة المحلية والمناصب العليا في الإدارة تحت سلطة الإستعمار. يدّعي الهوتو أن التوتسي ليسوا من سكان البلاد الأصليين وإنما هاجروا إليها من واد النيل.
جدير بالذكر أن التصنيف «العِرقي» هذا لم يكن على أساس إثني أو جيني بقدر ما هو طبقيٌ، حيث أن تعداد السكان الذي قامت به القوة الاستعمارية البلجيكية في رواندا عام ١٩٣٥/١٩٣٤ اعتمد بدرجة أساسية على عدد الأبقار التي تمتلكها العائلة أو الشخص للتصنيف ضمن الفئة العِرقية التي تم توثيقها عام ١٩٣٩ في بطاقات الهوية الشخصية للسكان، فكان من يمتلك أكثر من عشرة أبقار يعتبر من التوتسي ومن يمتلك أقل من ذلك من الهوتو، الذين غالبا ما كانوا يمتهنون الزراعة، وأما من لا يملك أبقاراً فكان يصنف من التوا والذين كانوا يمتهنون الصيد ويعيشون في الغابات.
قامت أغلبية الهوتو في رواندا عام ١٩٩٤ بعمليات تطهير عرقي أودت بحياة مئات الألاف من أقلية التوتسي ومن بعض الهوتو ممن عارضوا هذه المجازر. وكانت عمليات تطهير عرقي مشابهة حصلت في بوروندي ذات التركيبة السكانية المشابهة من قبل.